# Vaka (îles Cook)
Pour les articles homonymes, voir Vaka (homonymie).
Vaka est un terme maori des îles Cook pouvant signifier à la fois tribu (vaka tangata), ou un type de pirogue (vaka tere). Dans les autres langues polynésiennes, le terme existe également avec un sens identique ou proche, va'a (Tahiti), wa (Micronésie), waka ou whaka (Maori de Nouvelle-Zélande), vaka en wallisien. Les pirogues peuvent atteindre plusieurs dizaines de mètres de long et sont utilisées pour le commerce océanique.

## Vaka tangata(tribu)
Dans l'absolu, le vaka regroupe les individus dont les ancêtres seraient arrivés à bord la même pirogue. Le concept est néanmoins plus souple qu'il n'y paraît. Il est ainsi possible de se réclamer comme appartenant à telle ou telle tribu, même si l'ancêtre du clan ne faisait pas partie de la pirogue originelle. Les exemples abondent, l'un des plus connus est celui des Kainuku Ariki qui font remonter leur ascendance au temps des Tongaiti, nom donné généralement aux premiers habitants de Rarotonga. Malgré cela, ils se sont toujours reconnus comme appartenant symboliquement au vaka de Takitumu bien que fondé postérieurement, et ce, au nom de l'alliance nouée par leur ancêtre avec Tangiia.
À la tête de chaque vaka, on retrouve selon les cas un ou plusieurs ariki. Le territoire du vaka se subdivise en tapere.

## Vaka tere(pirogue)

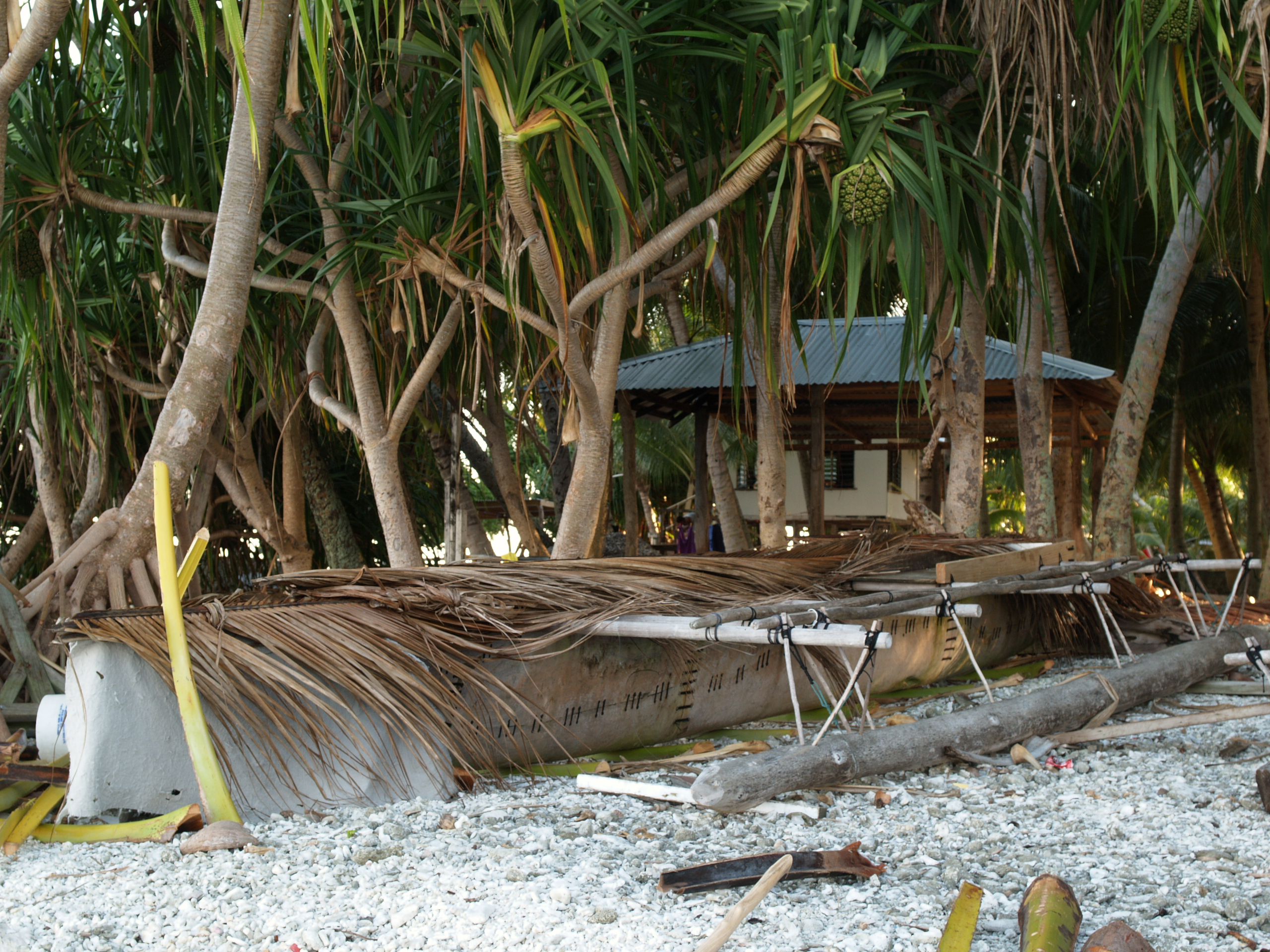
Vaka sur l'île d'Atafu (Nouvelle-Zélande).

Celles-ci peuvent être d'architecture, de taille, ou de formes différentes en fonction de leur utilisation. On en distingue aux îles Cook trois grands types.

### Vaka purua
Appelée également vaka turua, il s'agit d'une pirogue double ou catamaran. Ces pirogues qui étaient généralement utilisées pour les longues traversées inter îles, pouvaient mesurer pour les plus grandes jusqu'à 25 mètres de longueur et embarquer selon la tradition une cinquantaine de personnes ainsi que  des provisions pour plusieurs semaines.

### Vaka kumete
Ces pirogues à coque unique, appelées également pa'i pouvaient elles aussi atteindre plusieurs dizaines de mètres de longueur et être utilisées pour des traversées au long cours.

### Pahic
Les pahic ou pahi ou encore tipaerua étaient de grandes pirogues pouvant mesurer 25 mètres de long, utilisées pour naviguer d'île en île. 4 à 20 hommes pouvaient diriger cette embarcation selon la taille. Plus de 50 personnes pouvaient monter à bord de ces navires de guerre avec armes, vivres et bagages. Le bateau comptait une ou deux voiles, une plateforme centrale mesurait plus de trente mètres carrés.

### Vaka tovere
Appelées également vaka paiere, ces pirogues de petites tailles étaient et sont toujours utilisées essentiellement pour pêcher dans le lagon ou juste au-delà du récif. Celles-ci comportent également un balancier dénommé ama.
Il existe également des vaka modernes faits en fibre de carbone et autres matériaux nouveaux, utilisés pour les compétitions sportives ayant lieu chaque année comme le vaka 'eiva.

## Vaka tafaʻaga

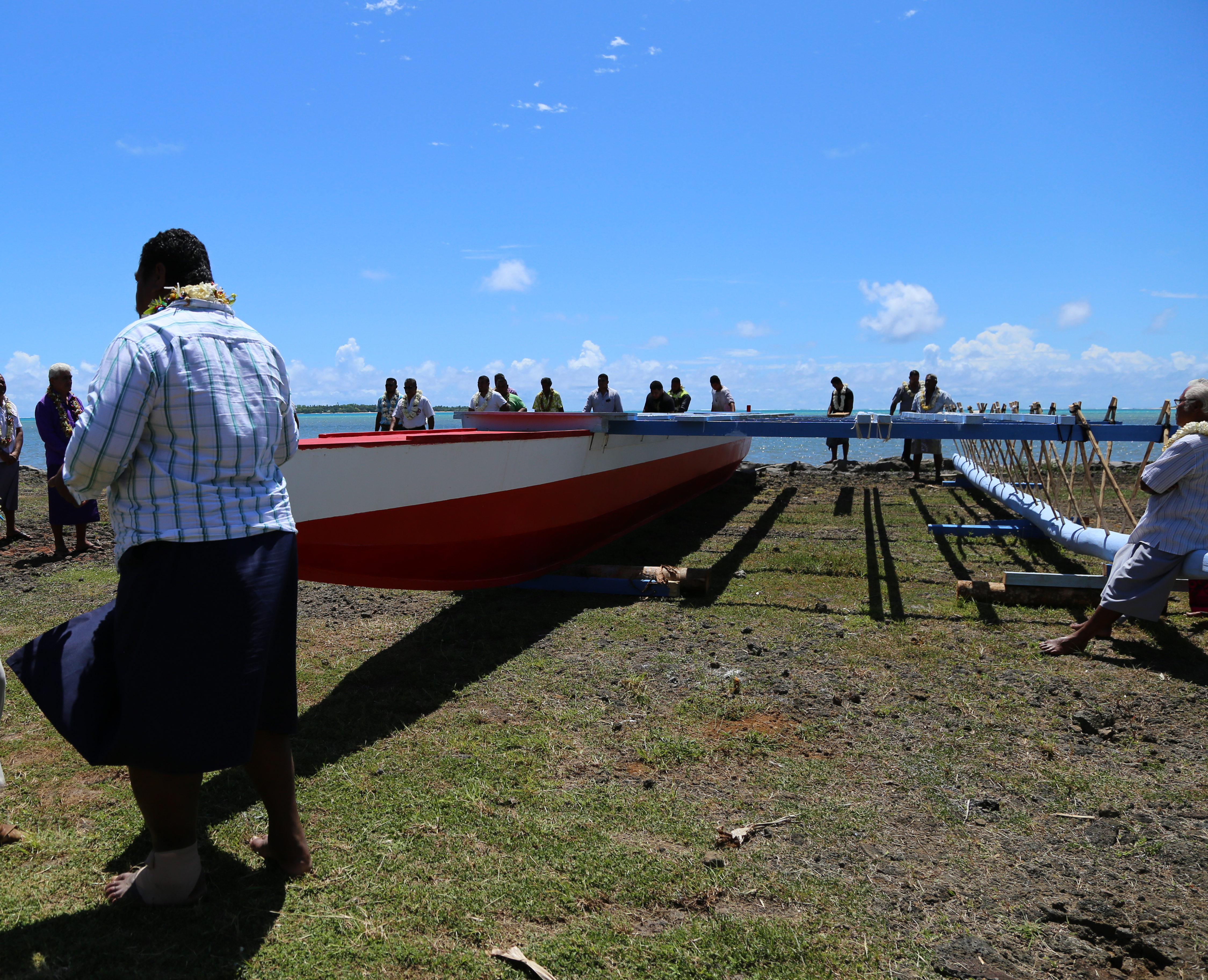
Inauguration d'une rare pirogue traditionnelle à Wallis.

Cette pirogue à balancier vient des îles de Wallis et Futuna. En fakaʻuvea, ce type de pirogue s'appelle un vaka tafaʻaga, vaka étant le terme générique pour désigner une pirogue. Elle est mue soit par une voile, soit par des rames, soit par des perches ou encore de nos jours par un propulseur. Sa coque monoxyle est composée d’une quille (ola i vaka), de bordés, d’une proue (puke mua) et d’une poupe (puke muli). Elle est reliée à un balancier (ama) par des traverses (kiato) qui assure la stabilité de l'embarcation. Elle est utilisée principalement pour la pêche et les voyages sur de courtes distances en Océanie. 
Les équipages peuvent s'affronter lors de régates (fakatētē).

## Expressions idiomatiques à partir du termevaka
- « Vaka kirikiri », littéralement pirogue de galets ou pirogue de graviers[5], est une expression utilisée pour désigner une pirogue qui revient bredouille de la pêche.
- « Vaka pananaki », littéralement « pirogue-pansement » désigne une pirogue plus ou moins brinquebalante qui a été trop utilisée et qui a dû subir un grand nombre de réparations.
- « Vaka tamaki » (litt. « pirogue de guerre ») est une expression désignant un groupe d'individus souhaitant en découdre avec la tribu voisine.
- « Vaka uru ariki » désigne le trône de l'ariki ou tout du moins le siège sacré sur lequel seul un ariki peut s'asseoir
- « Vakavaka » est une flotte de pirogue.
- « Vaka vai » : récipient en forme de pirogue utilisé pour recueillir de l'eau.
- « Vakavaka taringa » : des oreilles décollées ou en « feuille de chou » (expression idiomatique cette fois-ci très française).